# Airaphilus martini
Airaphilus martini is een keversoort uit de familie spitshalskevers (Silvanidae). De wetenschappelijke naam van de soort werd in 1895 gepubliceerd door Antoine Henri Grouvelle.